# Sisyrinchium latiusculum
Sisyrinchium latiusculum är en irisväxtart som beskrevs av Pierfelice Ravenna. Sisyrinchium latiusculum ingår i släktet gräsliljor, och familjen irisväxter. Inga underarter finns listade i Catalogue of Life.